# Sibola Range
Sibola Range är ett berg i Kanada.   Det ligger i provinsen British Columbia, i den sydvästra delen av landet, 3 700 km väster om huvudstaden Ottawa. Toppen på Sibola Range är 1 777 meter över havet.
Terrängen runt Sibola Range är kuperad åt sydost, men åt nordväst är den bergig. Trakten runt Sibola Range är nära nog obefolkad, med mindre än två invånare per kvadratkilometer.. Det finns inga samhällen i närheten. 
I omgivningarna runt Sibola Range växer i huvudsak barrskog.